# Cuchara (artillería)
Se llama cuchara a una plancha de cobre o hierro abarquillada con su mango largo de madera. 
Servía para introducir`la carga de pólvora en los cañones cuando no se cargaban con cartucho. Las había de varios tamaños y dimensiones para mortero, pedrero y obús.
La cuchara con rascador era una variación de la anterior; en el lado opuesto del mango tenía una especie de plancha de figura algo curva y punta redonda, que servía para rascar y limpiar anteriormente el cañón. Sólo el mortero y el obús tenían cuchara y rascador unidos; los cañones tenían cada una de estas piezas con asta separada.